# 法拉格特級驅逐艦 (1958年)
法拉格特級驅逐艦是一款在1950年代末期開始於美國海軍服役的導彈驅逐艦，而該級是第二款以法拉格特命名的驅逐艦。最初該級艦被歸類為驅逐領艦，但在1975年艦種重新分類後，被正式劃定為導彈驅逐艦。
法拉格特級有時也被稱為昆茲級，主要是因為該級的昆茲號是第一艘專門建造的導彈驅逐艦，而前三艘則是按照SCB 129計劃設計的全火砲驅逐艦，後期才改裝成導彈驅逐艦。
該級艦有時也被稱為「孔茲級」（Coontz class），這是因為「孔茲號」（USS Coontz）是首艘專門設計建造的導彈驅逐艦（SCB 142計劃），而前三艘最初是按全火炮配置設計（SCB 129計劃），後期才改裝為導彈驅逐艦。

## 發展
法拉格特級是美國海軍首個自一開始就專門為搭載飛彈並護衛航空母艦而設計建造的艦級。法拉格特級驅逐艦最初服役時歸類為導彈驅逐領艦，在1975年的艦隊整編中重新劃分為導彈驅逐艦。該級也是此次整編中唯一同時更改舷號的艦艇，首艦從DLG-6改為DDG-37，後續艦艇則依序向上重新編號。法拉格特級驅逐艦在艦艏裝有1門Mk 42艦砲，在艦炮與艦橋之間安裝了1座8聯裝RUR-5阿斯洛克反潛飛彈發射器。其中只有法拉格特號在發射器後方設有備彈庫，但由於該級艦原本就有重心過高的問題，加裝備彈庫後情況更加嚴重，因此其餘9艘同級艦都沒有配備備彈庫。近距離反潛武器為2組三聯裝Mk 32型水面船艦魚雷管。該級艦的主要武器為以雙臂Mk 10發射器發射的RIM-2㹴犬飛彈，全艦共備彈攜帶40枚，主要用於航母戰鬥群的防空任務。在多次改裝過程中，所有同級艦的兩門3吋艦炮都被拆除，替換為兩座四聯裝「魚叉」反艦飛彈發射器，並且為適配㹴犬飛彈，也同步升級射控系統和搜索雷達也同步升級。該級所有艦艇在1989年至1994年間陸續除役，最終全數報廢拆解。

## 同級艦
| 艦名            | 舷號          | 造船廠                 | 置放龍骨   | 下水       | 服役        | 退役       | 結局                     |
| --------------- | ------------- | ---------------------- | ---------- | ---------- | ----------- | ---------- | ------------------------ |
| 法拉格特號      | DDG-37 DLG-6  | 伯利恆鋼鐵福爾河造船廠 | 1957-06-03 | 1958-07-18 | 1960-12-10  | 1989-10-31 | 於1992年11月20日出售拆解 |
| 盧斯號          | DDG-38 DLG-7  | 伯利恆鋼鐵福爾河造船廠 | 1957-10-01 | 1958-12-11 | 1961-05-20  | 1991-04-01 | 於1992年11月20日出售拆解 |
| 麥克多諾號      | DDG-39 DLG-8  | 伯利恆鋼鐵福爾河造船廠 | 1958-04-15 | 1959-07-09 | 1961-11-04  | 1992-10-23 | 於1992年11月30日出售拆解 |
| 昆茲號          | DDG-40 DLG-9  | 皮吉特灣海軍造船廠     | 1957-03-01 | 1958-12-06 | 1960-07-15  | 1989-10-02 | 於1990年1月7日出售拆解   |
| 金恩號          | DDG-41 DLG-10 | 皮吉特灣海軍造船廠     | 1957-03-01 | 1958-12-06 | 1960-11-17  | 1991-03-28 | 於1992年11月20日出售拆解 |
| 馬漢號          | DDG-42 DLG-11 | 舊金山海軍造船廠       | 1957-07-31 | 1959-10-07 | 1960 -12-25 | 1993-06-15 | 於1993年6月15日出售拆解  |
| 戴爾根號        | DDG-43 DLG-12 | 費城海軍船塢           | 1958-03-01 | 1960-03-16 | 1961-04-08  | 1992-07-31 | 於1992年11月20日出售拆解 |
| 威廉·V·普瑞特號 | DDG-44 DLG-13 | 費城海軍船塢           | 1958-03-01 | 1960-03-06 | 1961-11-04  | 1991-09-30 | 於1992年11月20日出售拆解 |
| 杜威號          | DDG-45 DLG-14 | 巴斯鋼鐵廠             | 1957-08-10 | 1958-11-30 | 1959-12-07  | 1990-08-31 | 於1992年11月20日出售拆解 |
| 普雷布爾號      | DDG-46 DLG-15 | 巴斯鋼鐵廠             | 1957-12-16 | 1959-05-23 | 1960-05-09  | 1991-11-15 | 於1992年11月20日出售拆解 |

## 補充
1. ↑  SCB 142計劃
2. ↑  致敬美國海軍戴維·法拉格特上將，法拉格特為美國海軍首位少將、中將和上將
3. ↑  致敬美國海軍少將史蒂芬·盧斯（英语：Stephen Luce）
4. ↑  致敬美國海軍托馬斯·麥克多諾（英语：Thomas Macdonough）上校
5. ↑  致敬美國海軍作戰部長與美國艦隊總司令羅伯特·昆茲上將
6. ↑  致敬美國海軍五星上將歐尼斯特·金恩
7. ↑  致敬美國海軍上校及歷史學家阿爾弗雷德·賽耶·馬漢
8. ↑  致敬美國海軍少將約翰·A·戴爾根（英语：John A. Dahlgren）
9. ↑  致敬美國海軍作戰部長威廉·威茲·普瑞特上將
10. ↑  致敬美國海軍特級上將喬治·杜威，杜威也是唯一一位海軍特級上將
11. ↑  致敬美國海軍准將愛德華·普雷布爾（英语：Edward Preble）

### 書目
- Friedman, Norman. . Annapolis, Maryland: Naval Institute Press. 1982. ISBN 0-87021-733-X.
- Gardiner, Robert; Chumbley, Stephen & Budzbon, Przemysław. . Annapolis, Maryland: Naval Institute Press. 1995. ISBN 1-55750-132-7.

## 外部連結
- 维基共享资源上的相關多媒體資源：法拉格特級驅逐艦
- Farragut-class frigates at Destroyer History Foundation